# Kačacia dolina
Kačacia dolina je údolí ve Vysokých Tatrách. Je od Bielovodské doliny odděleno skalním prahem, přes který padá Hviezdoslavov vodopád. Jsou v něm dvě jezera Zelené pleso Kačacie a Kačacie pliesko. Jeho okrajem vede modře značený turistický chodník z Lysé Polany na Zbojnickou chatu a dále do Tatranské Lomnice.